# جنبش چیپکو

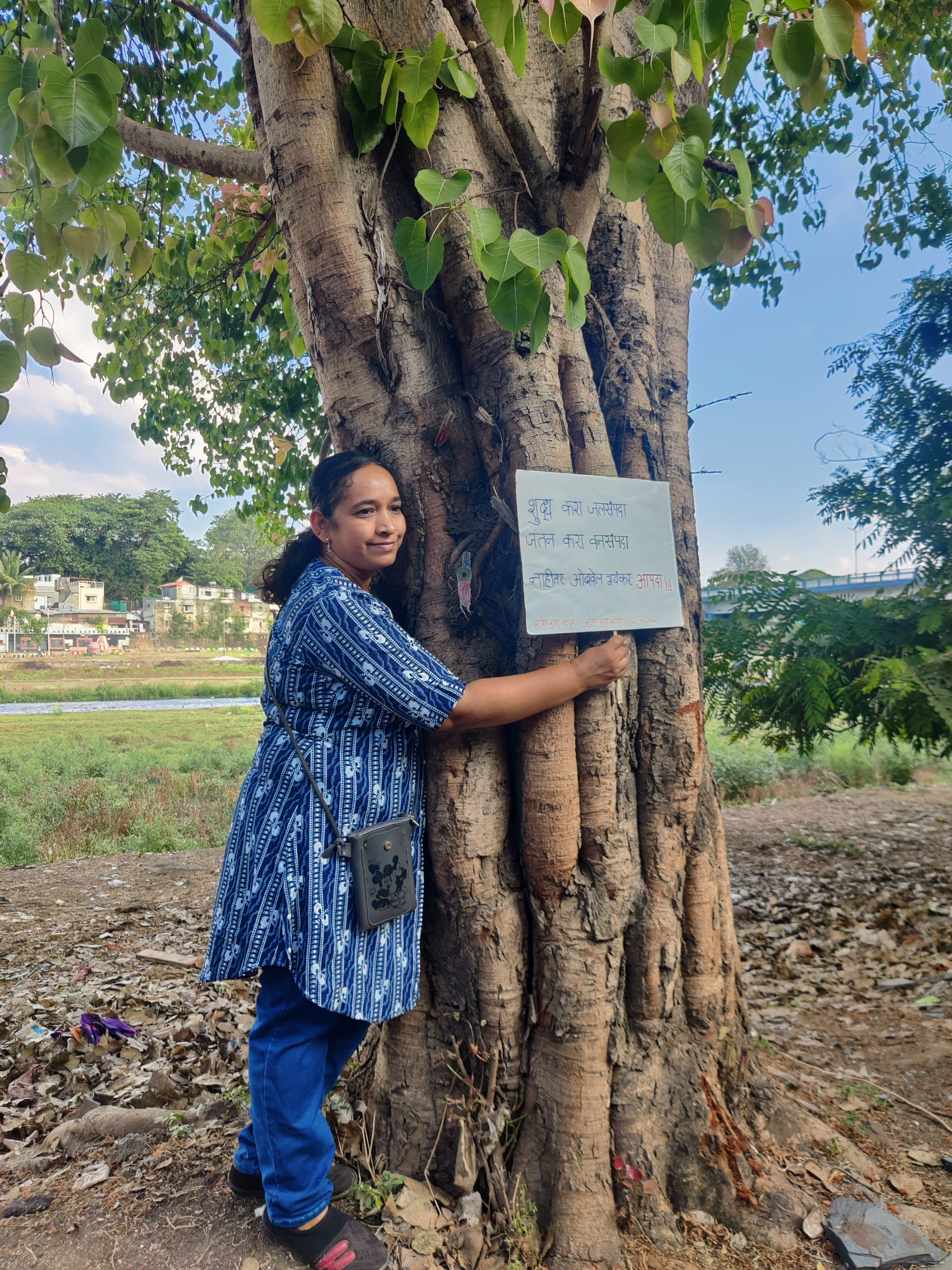
یک معترض جنبش چیپکو در پروژه توسعه‌ای در پونا

جنبش چیپکو (هندی: चिपको आन्दोलन، ت. «جنبش در آغوش گرفتن») یک جنبش حفاظت از جنگل در هند است. این جنبش که با قطع درختان تجاری و سیاست‌های دولت در زمینه جنگل‌زدایی مخالف بود، در دهه ۱۹۷۰ میلادی شکل گرفت. معترضان در این جنبش با در آغوش گرفتن درختان و پیچیدن دستانشان به دور درختان، مانع از قطع آن‌ها می‌شدند.
امروزه، فراتر از شهرت اکو-سوسیالیستی خود، جنبش چیپکو به‌طور فزاینده‌ای به عنوان یک جنبش اکوفمینیستی شناخته می‌شود. اگرچه بسیاری از رهبران آن مرد بودند، زنان نقش بسیار برجسته‌تری داشتند، زیرا آن‌ها بیشترین تأثیر را از جنگل‌زدایی گسترده متحمل شدند.
این جنگل‌زدایی منجر به کمبود هیزم و علوفه، و همچنین کاهش دسترسی به آب برای آشامیدن و آبیاری شد. در طول سال‌ها، زنان همچنین به ذینفعان اصلی در بیشتر فعالیت‌های جنگل‌کاری که تحت جنبش چیپکو انجام شد، تبدیل شدند.
در سال ۱۹۸۷، جنبش چیپکو به دلیل «تعهد به حفاظت، احیا و استفاده اکولوژیک از منابع طبیعی هند»، برنده جایزه راست‌زیستی شد.

## جنبش چیپکو
الهام‌گرفته از کاران سینگ و جنبش جویتی کوماری، در سال ۱۹۶۴ اتحادیه دهکده خودگردان داشولی (Dasholi Gram Swarajya Sangh یا به اختصار DGSS) توسط چندی پراساد بهات، یک فعال اجتماعی پیرو گاندی در چامولی گوپشوار، تأسیس شد. هدف این اتحادیه، ایجاد صنایع کوچک با استفاده از منابع جنگلی بود. اولین پروژه آن‌ها یک کارگاه کوچک برای ساخت ابزار کشاورزی جهت استفاده محلی بود. در دهه ۱۹۸۰، نام این سازمان از اتحادیه دهکده خودگردان داشولی (DGSS) به DGSM تغییر یافت.
در این مسیر، آن‌ها با سیاست‌های محدودکننده جنگل‌ها که میراث دوره استعمار بود، و همچنین «سیستم پیمانکاران» روبه‌رو شدند. در این سیستم، قطعاتی از زمین‌های جنگلی تبدیل به کالا شده و به پیمانکاران بزرگ، معمولاً از مناطق دشتی، واگذار می‌شد که کارگران ماهر و نیمه‌ماهر خود را می‌آوردند. این امر تنها مشاغل سخت و کم‌درآمد مانند حمل سنگ را برای مردم کوهستان باقی می‌گذاشت. همچنین، مناطق کوهستانی شاهد ورود افراد بیشتری از خارج بودند که تنها فشار بر تعادل اکولوژیکی منطقه را افزایش داد.
شتاب‌گرفته توسط سختی‌های فزاینده، هیمالیای گارهوال به‌سرعت به مرکز آگاهی اکولوژیکی در حال رشد تبدیل شد، جایی که مشخص شد چگونه جنگل‌زدایی بی‌رویه پوشش جنگلی زیادی را نابود کرده است. این امر منجر به سیل‌های رودخانه آلاکناندا در ماه ژوئیه ۱۹۷۰ شد، زمانی که یک رانش زمین بزرگ رودخانه را مسدود کرد و منطقه‌ای را از هانومانچاتی، نزدیک بدرینات تا ۳۲۰ کیلومتر (۲۰۰ مایل) پایین‌دست در هاریدوار تحت تأثیر قرار داد، و تعداد زیادی از روستاها، پل‌ها و جاده‌ها نابود شدند.
پس از آن، وقوع رانش زمین و فرونشست زمین در منطقه‌ای که افزایش سریع پروژه‌های مهندسی عمرانی را تجربه می‌کرد، رایج شد.

## رویداد
روستاییان، از جمله زنان، شروع به سازماندهی خود در گروه‌های کوچک‌تر کردند. این حرکت در سال ۱۹۷۳ آغاز شد و به پیگیری مسائل محلی با مقامات و ایستادگی در برابر عملیات‌های تجاری قطع درختان که معیشتشان را تهدید می‌کرد، پرداخت. در اکتبر ۱۹۷۱، کارگران سانگه تظاهراتی در گوپشوار برگزار کردند تا نسبت به سیاست‌های اداره جنگل اعتراض کنند. 
راهپیمایی‌ها و تجمعات بیشتری در اواخر سال ۱۹۷۲ برگزار شد، اما تأثیر چندانی نداشت، تا اینکه تصمیم به اقدام مستقیم شجاعانه گرفته شد. اولین مورد زمانی رخ داد که اداره جنگل درخواست سالانه سانگه برای ده درخت زبان گنجشک برای کارگاه ابزار کشاورزی آن‌ها را رد کرد و به جای آن، قراردادی برای ۳۰۰ درخت به شرکت سایمون، یک تولیدکننده کالاهای ورزشی در الله‌آباد دوردست، برای ساخت راکت تنیس اعطا کرد. 
در مارس ۱۹۷۳، چوب‌بران به گوپشوار رسیدند و پس از چند هفته، در روستای مندل در ۲۴ آوریل ۱۹۷۳ با آن‌ها مواجه شدند؛ جایی که حدود صد نفر از روستاییان و کارگران DGSS با زدن طبل و شعار دادن، پیمانکاران و چوب‌بران را مجبور به عقب‌نشینی کردند.
این اولین رویارویی جنبش بود. قرارداد در نهایت لغو شد و به سانگه واگذار گردید. تا این زمان، مسئله تنها به تأمین سهمیه سالانه درختان زبان گنجشک محدود نمی‌شد، بلکه نگرانی فزاینده‌ای در مورد قطع درختان تجاری و سیاست‌های جنگلی دولت که روستاییان آن را به زیان خود می‌دانستند، شکل گرفته بود. 
سانگه همچنین تصمیم گرفت که به روش در آغوش گرفتن درختان، یا چیپکو، به عنوان وسیله‌ای برای اعتراض مسالمت‌آمیز روی آورد.
اما مبارزه هنوز پایان نیافته بود، زیرا همان شرکت مجدداً مجوز قطع درختان زبان گنجشک بیشتری را در جنگل فاتا، ۸۰ کیلومتری (۵۰ مایلی) گوپشوار، دریافت کرد. در اینجا نیز، به دلیل مخالفت محلی که از ۲۰ ژوئن ۱۹۷۴ آغاز شد، پیمانکاران پس از یک رویارویی چندروزه عقب‌نشینی کردند.
پس از آن، روستاییان فاتا و تارسالی یک گروه مراقبت تشکیل دادند و تا دسامبر از درختان محافظت کردند. در نهایت، در یک رویارویی موفقیت‌آمیز دیگر، فعالان به موقع به محل رسیدند. چوب‌بران عقب‌نشینی کردند و پنج درخت زبان گنجشک افتاده را پشت سر گذاشتند.

چند ماه بعد، نقطه اوج نهایی آغاز شد، زمانی که دولت اعلام کرد یک مزایده در ژانویه ۱۹۷۴ برای ۲۵۰۰ درخت نزدیک روستای رنی، مشرف به رودخانه آلاکناندا، برگزار می‌شود. بهات به سمت روستاهای منطقه رنی حرکت کرد و روستاییان را تشویق کرد تا با در آغوش گرفتن درختان، به اقدامات دولت اعتراض کنند. 
در هفته‌های بعد، تجمع‌ها و جلسات در منطقه رنی ادامه یافت.
در ۲۵ مارس ۱۹۷۴، روزی که چوب‌بران قصد داشتند درختان را قطع کنند، مردان روستای رنی و کارگران DGSS در چامولی بودند؛ جایی که توسط دولت ایالتی و پیمانکاران به محل جعلی برای پرداخت غرامت هدایت شده بودند. در همین حال، در خانه، کارگران با کامیون‌ها برای شروع عملیات قطع درختان رسیدند.
دختری محلی به سرعت گورا دوی، رئیس مهیلا منگال دال در روستای رنی، را مطلع کرد (لَتا زادگاه اجدادی او و رنی خانه‌ی پذیرفته‌شده‌ی او بود). گورا دوی همراه با ۲۷ زن روستا به محل رفت و با چوب‌بران روبرو شد. زمانی که تمام گفت‌وگوها ناکام ماند و چوب‌بران شروع به فریاد و توهین به زنان کردند و آن‌ها را با تفنگ تهدید نمودند، زنان با در آغوش گرفتن درختان مانع از قطع آن‌ها شدند.
زنان تمام شب را به نگهبانی از درختان در برابر قطع‌کنندگان گذراندند، تا این‌که تعدادی از آن‌ها تسلیم شدند و روستا را ترک کردند. روز بعد، وقتی مردان و رهبران بازگشتند، خبر این جنبش به روستاهای همسایه مانند لَتا و هنوالگاتی رسید و افراد بیشتری به این حرکت پیوستند. در نهایت، پس از یک رویارویی چهارروزه، پیمانکاران محل را ترک کردند.